# サンデーナイトショー
『サンデーナイトショー』は、1969年10月26日から1970年4月5日まで日本テレビ系列局で放送された、トーク番組を兼ねた音楽バラエティ番組である。放送時間は毎週日曜 21時30分 - 22時26分 (JST) 。

## 概要
毎回スタジオからの1時間生放送が行われていた番組で、歌とトークとコント、それに「浅丘ルリ子の部屋」のコーナーによって構成されていた。歌パートでは当時のヒット曲や新曲などを紹介。トークパートでは時の人を招き、彼らへのインタビューや2分間プライバシー、思い出の青春談義や悪友録、各界一話などを繰り広げていた。コントパートでは、男女が互いに相手の設定を知らずに進めるハプニングコントを行っていた。「浅丘ルリ子の部屋」では、女の口説きを様々に演じていた。そして、毎回のお楽しみとしてファッションプレゼントも行っていた。

## 出演者

### 司会
- 永六輔
- 岸田今日子

### 浅丘ルリ子の部屋
- 浅丘ルリ子